# 圣雅各座堂 (多伦多)
圣雅各主教座堂（英語：The Cathedral Church of St. James）是隶属加拿大圣公会多伦多教区的主教座堂。多伦多教区涵盖约26000公里，以安大略湖为最南端，并以城市为中心向西延伸约30公里，向东约130公里。教区北部及至乔治亚湾和哈利伯顿区高地。教区共有272间教堂分布于217处堂区（Parishes）中，其中有超过100间坐落于多伦多市内。圣雅各座堂作为整个教区的母会，拥有多伦多主教席位，因此被称为“主教座堂”。
英国议会于1791年通过的宪法法案将加拿大沿渥太华河分为两部分。“下加拿大”主要为法裔区，而“上加拿大”沿袭英国制度。“上加拿大”的时任副总督閃高（John Graves Simcoe）主要考虑的问题之一便是首都的选址。最终他选择了如今的多伦多，并于1793年举家迁到这里。从閃高夫人的日记中发现，他们在到达几天后就在树荫下进行了礼拜。然而直到1797年，才有常驻牧师到任，并将这块土地划为教堂选址，标志着教会的正式成立。议会大楼和堡垒是最先被建成的建筑。教会被允许在议会大楼举行崇拜，直到10年后第一所教堂在当地落成。当时的教堂是一间乔治时代风格的木制建筑，大门面朝的小巷就是如今的教堂街（Church Street）。1807年的复活节主日教堂正式开放。
1812年战争之后，起初的教堂已经不能容纳日益增加的人口。1818年教堂扩建，在皇帝街（King Street）上增加一扇大门，并拥有了市区内的第一座钟楼。这座教堂一开始只是被称为“约克的教堂”（约克即多伦多旧称），直到1828年才正式被命名为“圣雅各”。不久之后，整个教堂被重建，取而代之的是一座更大型，古典风格的石块建筑，可容纳2000人。此次重建中，教堂的钟楼一直未能完工，占美臣（Anne Jameson）甚至将之称为“一所极其丑陋且没有钟楼的教堂”。1839年1月的一场大火之后，教会决定立即再次重建教堂，并于同年的12月重新开放。这一次，钟楼终于建成了。该年8月，此间教会的主任牧师史特根（John Strachan），荣任多伦多第一任主教。于是，一间简单的堂区教堂成为了拥有主教座席的“主教座堂”。
圣雅各座堂建成10年后，1849年复活节前夜，相隔的一个街区又发生了火灾，座堂被彻底焚毁。人们只能眼睁睁看着余火降落在钟楼上，将其烧至坍塌。然而借由这场大火，教会得以重新建立一所更加适合城市快速发展的座堂。在当时，哥特式建筑被认为是最理想的教堂建筑风格。于是，人们决定为此举行一场国际招标。最终Frederic Cumberland成为了赢家，设计出您今天所看到的用本地砖瓦和俄亥俄州石块所建成的教堂。新建的座堂于1853年6月19日开放礼拜，由Henry Langley设计的钟楼，尖塔，门廊于1874年竣工。一年后，多伦多市民赠送给座堂的照明时钟也安装完成。从此，圣雅各主教座堂成为了一个祈祷中心，并将福音外展事工（outreach service）拓宽至本堂区，整个教区以及周边城市。
圣雅各主教座堂的中文福音事工开始于2012年9月，并于2014年降临期第一主日开始了第一次的主日早祷礼拜。2017年9月正式开始在大堂内进行主日礼拜，2018年3月11日举行第一次中文圣餐礼拜，成为了座堂221年历史以来第一次中文主日礼拜。

现在每周日下午1点30分，座堂的大堂内都举行中文的主日礼拜，同时间在座堂中心的图书馆内设有中文儿童主日学，每周主日礼拜结束之后中文的基础教理课程也让人们对传统基督教信仰有了更加深刻的认识。中文堂还积极参与社会服务等活动，在社区中努力成为基督美好的见证，将更多的爱与祝福播撒在人群之中。

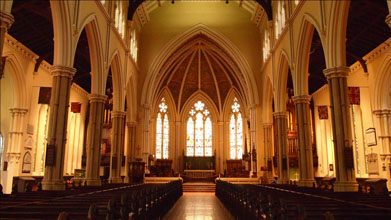